# Железнодорожный транспорт в Джибути

Прибытие первого паровоза в Джибути. 1898 г.

Железнодорожный транспорт в Джибути — железнодорожный транспорт на территории государства Джибути. В настоящее время в Джибути имеется два вида железных дорог:
- Старая дорога метровой колеи, построенная Францией в 1897—1900 гг от порта Джибути в соседнюю Эфиопию. Протяжённость — 106 км[1]. Объём грузоперевозок 240 тыс. т. в год (2006). Теперь почти не используется.
- Новая электрифицированная магистраль Эфиопско-Джибутийских железных дорог, построенная в 2016 г. параллельно старой, имеет колею 1435 мм и активно используется для пассажирского и грузового сообщения.

## История
В 1862 году французы получили в своё владение территорию нынешней Джибути в Баб-эль-Мандебском проливе. Вскоре соседняя Эфиопия полностью потеряла выход к морю и В XIX веке единственное в Африке сохранившееся древнее христианское государство Эфиопия полностью лишилось выхода к морю была вынуждена через французское Джибути доставлять свои товары по железной дороге к морскому побережью. Франция в своих колониях строила железные дороги преимущественно метровой колеи. В 1897 году началось строительство дороги, и в 1900 году на территории Джибути началось движение. Дорога находилась в ведении совместной джибутийско-эфиопской компании Ethio-Djibouti Railways. были построены и находились в подчинении . Самостоятельность железные дороги в Джибути приобрели после провозглашения независимости Джибути в 1977 году путём получения правительством страны акций компании Compagnie Impériale des Chemins de Fer Éthiopiens и всей её инфраструктуры на территории Джибути. В локомотивном парке главным образом тепловозы.
Ethio-Djibouti Railways являлась убыточным предприятием, нуждающимся в полной модернизации. Усилилось соперничество со стороны более дешёвых и удобных автомобильных дорог. Европейская комиссия подготовила план предоставления кредита на сумму 40 млн долларов, позже подняв его до 50 млн, на проведение работ по модернизации железной дороги на территории Джибути. Подрядчиком была выбрана итальянская компания Costra, начавшая осуществлять работы в 2007 г.
Предполагается полное изменение в структуре управления и менеджмента. Результатом реформы и структурных преобразований должно стать повышение провозной способности железных дорог с 240 тыс. т. в год, до 1,5 млн т. Планировалось передача железных дорог в концессию южноафриканской компании Comazar, но позже эта сделка была аннулирована. Ныне правительство Джибути ведёт переговоры с кувейтской компанией Fouad Alghanim and Sons Group о передачи ей в концессию железных дорог на территории Джибути.
В 2011 году эфиопская железнодорожная корпорация (ERC) заключила контракты на строительство новой железной дороги европейской колеи (параллельно старой) от Аддис-Абебы до границы с Джибути двум китайским государственным компаниям : China Railway Group (CREC) и China Civil Engineering Construction Corporation (CCECC).

Официально завершенный эфиопский участок был официально открыт 5 октября 2016 года на новой железнодорожной станции Фури-Лабу в Аддис-Абебе президентами Эфиопии и Джибути. 10 января 2017 года 100-километровый участок стороны Джибути был торжественно открыт на новой железнодорожной станции Нагад в городе Джибути президентом Джибути Исмаилом Омаром Геллехом и премьер-министром Эфиопии Хайлемариамом Дессалегном и генеральным директором Международного союза железных дорог. (МСЖД), Жан-Пьер Лубину.

## Железнодорожные связи со смежными странами
- Эфиопия — да, европейская колея 1435 мм.
- Эритрея — нет, изменение ширины колеи с 1435 мм на 950 мм.
- Сомали — нет железных дорог.
- Сомалиленд — нет железных дорог.